# ظهور الخيال الإفريقي
ظهور الخيال الإفريقي أو ظهور الروايات الإفريقية هي دراسة أكاديمية كتبها الباحث الأمريكي تشارلز آر لارسون عام 1972. نُشرت في البداية مطبعة جامعة إنديانا، ثم أعادت نشرها ماكميلان [الإنجليزية] في طبعة منقحة عام 1978. أثارت دراسة لارسون ردود فعل مختلفة للغاية: فقد أُشيد بها (سواء في وقت النشر أو بعد نصف قرن) باعتباره كتابًا مبكرًا ومهمًا في دراسة الأدب الإفريقي وتقديره في الغرب، ومع ذلك، واجهت الدراسة أيضًا انتقادات من بعض الباحثين الذين اعتبروها مُتأثرة بشكل كبير بالمناهج الأوروبية، بل وحتى الاستعمارية، فقد رأى بعض النقاد أن لارسون اعتمد بشكل كبير على معايير غربية لتقييم الأعمال الأدبية الإفريقية، مما أدى إلى إهمال بعض جوانب الإبداع الإفريقي الفريدة.

## الخلفية
كان لارسون من أوائل الأكاديميين الأمريكيين الذين درّسوا الأدب الناشئ من إفريقيا ومختاراته والكتابة عنه. في ذلك الوقت، نُشر عدد قليل من الدراسات الأكاديمية للقراء الأمريكيين حول هذا الموضوع. تجاهل كتاب يوستاس بالمر ‏ «مقدمة للرواية الإفريقية» (1972) أحدهما واستخف بكتاب آخر من الكتابين اللذين اعتبرا فيما بعد من روائع الأدب الإفريقي: مشروب نبيذ النخيل [الإنجليزية] للكاتب آموس توتولا [الإنجليزية]، والذي أشاد به لارسون بشدة واعتبره أحد أحد «المعالم الأدبية» في القارة، و المترجمون الفوريون [الإنجليزية] للكاتب وول سوينكا، والتي قال بالمر إنها عانت من «البراعة التي لا هدف لها» و«النزعة المائعة المملة». كان كتاب مارجريت لورانس «طبول ومدافع طويلة» (1968)، عن كُتّاب الخيال والدراما النيجيريين، «تفسيريًا إلى حد كبير»، وفقًا لأحد النقاد، وكان كتاب «همسات من قارة» لويلفريد كارتي، وفقًا لنفس الناقد، أقل «صارمة فكريا».
كما أشار سولومون ياسيري إلى الحاجة إلى نقد أدبي إفريقي جاد، حيث أشار إلى أن النهج «الاجتماعي الأنثروبولوجي» الذي اتبعه البعض يساوي بين التقليدية والجدارة الأدبية، ويحط من القيمة الفنية للكتابة الإفريقية، وأن الجمالية أكثر وكانت المناهج الأدبية مبنية على المفاهيم الأوروبية وبالتالي غير كافية. كانت هناك حاجة إلى «جماليات إفريقية» يمكن أن تأخذ في الاعتبار «الجوانب الغريبة للرواية الإفريقية التي تحير الحساسيات الغربية، مثل الافتقار إلى تحديد الشخصية، والحبكة غير المنضبطة، والتكرار العالي للنهايات التعليمية، والغرابة التي تتخلل أعمال، على سبيل المثال، عاموس توتولا». كان كتاب لارسون، بحسب إياسير، بمثابة محاولة من هذا القبيل، وسُوق على هذا النحو؛ أعلن موقع مطبعة جامعة إنديانا عن الكتاب بإعلان مغلوط كتبه إسكيا مفاهليلي [الإنجليزية] : «أجد أنه تحدي واستفزازي. يساعد في تحطيم الأساطير حول الأدب الأفريقي وفي الوقت نفسه يكون استكشافيًا، ويغربل الأساليب النقدية من خلال نظرة فاحصة على النصوص نفسها. إنه منهج تجريبي مفيد يستوعب الاتجاهات الماضية والحاضرة والمستقبلية للكتابة الأفريقية. لن يتفق المرء معه دائمًا، لكن لا يمكن لأحد أن يشكك في صدقه وعاطفته وبصيرته».

## المحتوى
يشرع لارسون في رحلة لاستكشاف أصول الرواية الإفريقية، عائدًا إلى جذورها التاريخية في التقاليد الشفهية، ويدقق بعناية في فئاتها ومصطلحاتها الفريدة. يكشف عن تمييز عميق بين النظرتين الإفريقية والغربية للفردية، مؤكداً على أهمية الجماعة على حساب الفرد في المجتمعات الإفريقية، وهو الشعور الذي لا يشكل فيه «شخص واحد بل مجموعة كاملة من الناس» أهمية كبيرة. بعض الاستراتيجيات الأدبية الإفريقية على وجه التحديد التي لاحظها هي نسج الحلقات الفردية معًا في الخيال الإفريقي، بطريقة فولكلورية، وغياب الإحساس بـ «الوقت الخطي»" كما يتضح في رواية توتولا «مشروب نبيذ النخيل». على عكس نهج لورانس وجدل كارتي، يبني لارسون أطروحة مقنعة تحتفل بالجماليات الإفريقية، حيث ما قد يُنظر إليه على أنه عيوب في الروايات الغربية هو في الواقع سمات مميزة للأدب الإفريقي. يتحدى فكرة أن "نقص الوصف، والدافع الأدنى، والتفسير الخارجي بدلاً من الداخلي للقرارات، وتجنب جميع البصائر النفسية التي ميزت الرواية الحديثة «الافتقار إلى التوصيف، الحد الأدنى من الدافع، التفسير الخارجي وليس الداخلي للقرارات، وتجنب كل البصيرة النفسية التي ميزت الروايات الحديثة»، تمثل عيوبًا، بدلاً من وضعها خصائصًا تعريفية للتعبير الأدبي الإفريقي، كما لاحظ جون بوفي.
يؤكد الباحث تشارلز ر. لارسون على الدور المحوري للأدب الشفهي في تشكيل أعمال الكتاب الإفريقيين وإعادة صياغة شكل الرواية. ويرفض تصنيف هذه الروايات على أنها مجرد تحف أنثروبولوجية، بل يرى فيها تعبيرات فنية متكاملة تستحق التقدير والتقييم. يحدد إياسير نقطتين رئيسيتين في حجة لارسون: «(1) أن الرواية الإفريقية تختلف في كثير من الأحيان عن نظيرتها الغربية وأن الاختلافات يمكن أن تعزى إلى الخلفيات الثقافية؛ و(2) أنه على الرغم من وجود العديد من الوحدات النموذجية التي تعتبر عمومًا أنها تربط الرواية الغربية معًا، أي أنها تعطيها خلفيتها البنيوية، فقد خلق الكاتب الأفريقي وحدات جديدة تعطي شكله ونمطه الروائي.». بالإضافة إلى ذلك، يحدد لارسون خمس فئات يحلل من خلالها الأدب الإفريقي: «التعرض الأولي للغرب، والتكيف مع التعليم الغربي، والتحضر، والسياسة، وأسلوب الحياة الفردية والغربة» (لخصها روبرت مورسبرجر).
تركز الفصول الفردية على رواية أشياء تتداعى، وعلى أدب السوق الشامل القادم من أونيتشا، وعلى رواية مشروب نبيذ النخيل، وعلى الكاتب نغوغي وا ثيونغو، الذي عالج له ست روايات. يناقش مقال طويل رواية إشعاع الملك [الإنجليزية] من تأليف كامارا لاي [الإنجليزية]، والتي اعتبرها لارسون «أعظم الروايات الإفريقية... بسبب استيعابها للمواد الإفريقية في شكل الرواية». وأخيرًا، هناك فصل طويل عن رواية الجولة الثانية [الإنجليزية] تأليف لينري بيترز [الإنجليزية] يتأمل إلى أي مدى يعتبر الروائي الإفريقي روائيًا إفريقيًا على وجه التحديد. تعليقًا على الجميلات لم يولدن بعد [الإنجليزية]، يقترح لارسون أن مؤلفه، آيي كوي أرماه [الإنجليزية]، هو مثال لجيل جديد من الكتاب الأفارقة الذين هم كُتّاب أولاً، وأفارقة ثانيًا.

## الردود النقدية